# National Geographic (canal de televisión)
National Geographic (antes National Geographic Channel), abreviado como Nat Geo, es un canal de televisión por suscripción estadounidense lanzado por National Geographic Partners el 1 de septiembre de 1997. Su programación se basa en documentales de 45 minutos aproximadamente sobre exploración científica, historia, naturaleza y cultura, entre otros.
Los canales de National Geographic anteriormente eran controlados en su mayoría por Fox International Channels, pero debido a la compra de 21st Century Fox por Disney ahora son controlados por Disney y sus divisiones.
Los programas insignias del canal son los de no-ficción producidos por National Geographic. Al igual que History y Discovery, el canal presenta documentales que involucra la naturaleza, la ciencia, la cultura y la historia, además de algunos programas de realities y entretenimiento pseudocientífico. Su canal hermano a nivel mundial es Nat Geo Wild, que se enfoca en animales.
A partir de febrero de 2015, National Geographic está disponible para aproximadamente 86,1 mil hogares con televisión de pago (74% de los hogares con televisión) en los Estados Unidos.

## Historia
En septiembre de 1997, el primer canal de National Geographic Channel fue lanzado en Europa y Australia. En julio de 1998 el canal llega a Asia.
En medio oriente el canal se llama National Geographic Abu Dhabi es propiedad de Abu Dhabi Media y Fox, comenzó a transmitir desde el 1 de julio de 2009.
En Latinoamérica el canal se lanzó el 1 de noviembre de 2000, en portugués y español.
En EE. UU. el canal fue lanzado el 12 de enero de 2001 como una joint venture de National Geographic Televisión & Film y Fox Cable Networks y en 2013 llegó a 84,44 millones de hogares.
En España el canal fue lanzado en mayo de 2001 y la sede principal se encuentra en Madrid, hay una versión en alta definición llamada National Geographic Channel HD.
En Canadá el canal es operado por Shaw Media y National Geographic Channel USA y fue lanzado el 15 de agosto de 2001.
En Australia, National Geographic Channel es operado por  FOXTEL, Optus y Austar.
En 2011 National Geographic lanzó un canal para los hispanos que viven en EE. UU. llamado Nat Geo Mundo.
El 14 de noviembre de 2016, National Geographic Channel fue renombrado simplemente National Geographic, eliminando "Channel" de su nombre.
Hoy el canal está disponible en más de 143 países en 25 idiomas, llegando a 160 millones de hogares en el mundo.

## National Geographic HD
El servicio de National Geographic Channel en alta definición es la emisión espejo de NatGeo que comenzó en EE. UU. en enero de 2006 con 720p y formato 16:9, está disponible en todos los proveedores de satélite. En diciembre del mismo año se disponibilizó en Canadá y en Australia, el 1 de julio de 2008.

## Señales internacionales de Natgeo

### National Geographic (Alemania)
Es un canal especializado para el país germánico lanzado el 1 de noviembre de 2004, su sede central se encuentra en Múnich. Hay una versión en alta definición llamada NatGeo HD lanzada en julio de 2009.

### National Geographic (América Latina)
Es una red de canales de National Geographic Latinoamérica operados por Disney Channels Worldwide (The Walt Disney Company Latin America) que consta de cuatro señales alrededor de toda la región, en español, portugués e inglés en la opción SAP.

### National Geographic (Asia)
Es una red de canales bajo el nombre de National Geographic Channel Asia que opera en el continente asiático, anteriormente se le conoció como NBC Asia de 1994 a 1998. Su sede central se encuentra en Hong Kong. Actualmente cuenta con seis señales locales.
- National Geographic Channel Asia. Canal bilingüe en inglés y cantones.
- National Geographic Channel India. Canal en inglés, bengalí, hindi y tamil, lanzado en 1996.
- National Geographic Channel Israel. Canal con subtítulos en hebreo
- National Geographic Channel Taiwán. Canal con subtítulos en chino.
- National Geographic Channel Filipinas. Canal en inglés con subtítulos locales.
- National Geographic Abu Dhabi. Inicio sus transmisiones el 1 de julio de 2009, canal bilingüe en árabe e inglés.

### National Geographic (Australia)
Es un canal que opera para los países de Australia y Nueva Zelanda, el eslogan es -piensa otra vez-, fue lanzado en octubre de 1997 en Optus TV, Austar y FOXTEL. Es propiedad de National Geographic Society (50%) y The Walt Disney Company (50%).

### National Geographic (Canadá)
Es el canal de National Geographic channel especializado en el territorio canadiense, el eslogan es -vive curioso-. Inició sus transmisiones en agosto de 2001 y es propiedad de Shaw Communications (67%) y National Geographic Channel, estando su sede central en Toronto.

### National Geographic (Corea del Sur)
Es el canal de National Geographic Channel especializado para Corea del Sur. Inicio sus transmisiones en 2002 y es operado por CJ Group (CJ그룹). Su programación está totalmente en coreano. Hay una versión en HD que transmite en 720p y 16:9.

### National Geographic (España)
Es el canal de National Geographic Channel especializado en el país de la Península ibérica. Opera en España, Andorra y Guinea Ecuatorial. Inició sus transmisiones en mayo de 2001 y es propiedad de Disney Channels Worldwide. Su programación está totalmente en español. Hay una versión en HD que transmite en 720p y 16:9.

### National Geographic (Reino Unido e Irlanda)
Es un canal de National Geographic que opera en especial para el Reino Unido, Irlanda y también Islandia, es el primer canal de NatGeo en el mundo, pues inicio sus transmisiones el 1 de septiembre de 1997. El canal es propiedad de NGC-UK Partnership que inició en el 1997 de una joint venture entre National Geographic Society y British Sky Broadcasting. En diciembre de 2006 News Corporation compró el 25% de las acciones, quedando BSkyB con el 50% y National Geographic Society con el 25% restante.En diciembre de 2007, BSkyB vendió su participación a Fox Entertainment Group, a través de su filial Fox International Channels (ahora controlado por Disney Channels Worldwide). Su sede principal local está en Londres.

## Canales hermanos
En adición como parte de National Geographic, tiene canales hermanos.
- National Geographic Wild. Se transmitió en América Latina y Brasil, es enfocado en la emisión de programas relacionados con los animales, la vida salvaje y la exploración. Dejó de transmitir el 1 de abril de 2022.
- Nat Geo People. Se transmite en Australia, Asia y Europa, se enfoca en la cultura.
- Nat Geo Junior. Se transmitió en los Países Bajos, Bélgica e India, era orientado para niños. Dejó de transmitir en septiembre de 2009.[12][13]
- Nat Geo Music. Se transmite en Italia, Portugal y países asiáticos meridionales.
- Nat Geo Kids. Se transmitió en América Latina y Brasil, era orientado a público infantil. Dejó de transmitir el 1 de abril de 2022.

## Documentales

### Grande, más grande, el más grande
Grande, más grande, el más grande (en inglés: Big, Bigger, Biggest) es una serie británica tipo documental que cuenta con 20 episodios de 3 temporadas.
Este programa está compuesto por varios documentales. Esos documentales tienen en común que cada uno describe la evolución histórica de algo útil construido por el hombre. Lo hace a través de 6 hitos. En cada uno de esos hitos, el tamaño de lo que se describe es más grande que en el hito anterior y cada hito se relaciona con un desafío que los ingenieros tuvieron que afrontar al construirlo. Algunos de los temas de esos programas son los siguientes.
- El telescopio.
- El túnel.
- El puente.
- La represa.
- El portaviones.
- El rascacielos.
- El submarino.
- La estación espacial.
- El trasatlántico.
- El aeropuerto.

### Los 80
Esta serie muestra los momentos históricos, los acontecimientos culturales, las nuevas tendencias y los avances tecnológicos importantes que ocurrieron durante los años ochenta, y que dieron forma al mundo en el que vivimos hoy.

### Cerebration
Programación especial en el mes de septiembre de 2013 solo para Latinoamérica. Se desarrollan miniseries como Juegos Mentales y el Juego de los Números.

### 125 años de National Geographic
Se desarrollan especiales en honor a los 125 años de la creación de la organización con documentales especiales conducido por el actor, Alec Baldwin.

### The long road home
Narra la historia de los sargentos de la 75° brigada de infantería. En la operación Libertad duradera.